# Đàm Nghĩa Quân
Đàm Nghĩa Quân là kiểm sát viên Việt Nam. Ông hiện giữ chức vụ Viện trưởng Viện kiểm sát nhân dân tỉnh Cao Bằng.

## Tiểu sử
Từ ngày 1 tháng 9 năm 2019, Đàm Nghĩa Quân, Phó viện trưởng Viện kiểm sát nhân dân tỉnh Cao Bằng được giao phụ trách Viện kiểm sát nhân dân tỉnh Cao Bằng.
Từ ngày 15 tháng 10 năm 2019, Đàm Nghĩa Quân được Viện trưởng Viện kiểm sát nhân dân tối cao Việt Nam Lê Minh Trí bổ nhiệm giữ chức vụ Viện trưởng Viện kiểm sát nhân dân tỉnh Cao Bằng nhiệm kì 5 năm (theo Quyết định số 89/QĐ-VKSTC ngày 14/10/2019).
Hiện nay (2020) ông là Kiểm sát viên Cao Cấp, Tỉnh ủy Viên, Bí thư Ban cán sự Đảng Viện kiểm sát nhân dân tỉnh Cao Bằng, Viện trưởng Viện kiểm sát nhân dân tỉnh Cao Bằng